# Licofrão II de Feras
Licofrão ou Licofron foi um tirano de Feras, na Tessália.
Segundo Plutarco, Tisífono, Pitolau e Licofrão eram os três irmãos de Tebe, que conspiraram com ela para matar seu marido Alexandre, tirano de Feras. O plano foi matar Alexandre em seu quarto de dormir, que era protegido por um cão de guarda, treinado para atacar qualquer um além de Alexandre, Tebe e o empregado que servia a sua comida. Os irmãos ficaram escondidos em um quarto vizinho, e, de noite, quando Alexandre estava dormindo, Tebe mandou o empregado levar o cachorro para fora, dizendo que Alexandre queria dormir sozinho. Tebe introduziu os irmãos no quarto, tirou a espada de Alexandre para mostrar que ele estava dormindo, e, vendo que eles relutavam em atacar, ameaçou acordar Alexandre e dizer que eles queriam matá-lo; um deles então pegou o pé de Alexandre, outro levantou sua cabeça pelo cabelo e o terceiro matou-o com a espada. Segundo Plutarco, sua morte foi rápida e melhor do que ele merecia, mas por ter sido o primeiro e único tirano a morrer pelas mãos de sua esposa, e como seu corpo foi vilipendiado após sua morte, ele parece ter sofrido o que seus atos ilegais mereciam.
Segundo Xenofonte, o governo de Feras foi entregue a Tisífono, o irmão mais velho. No início, os irmãos foram aclamados como tiracinidas, mas em seguida corromperam os mercenários e se estabeleceram como tiranos, matando os opositores; para se livrar dos tiranos, uma facção dos tessálios chamada de alévadas pediu ajuda do rei da Macedônia, Filipe (mais tarde aclamado como Filipe, o Grande), que libertou a Tessália dos tiranos, o que fez com que a Tessália fosse, daí em diante, uma nação confederada de Felipe e seu filho Alexandre.
Durante a Terceira Guerra Sacra,[carece de fontes?] Filipe atacou Licofrão, tirano de Feras, que chamou como aliado Onomarco, general dos fócios. Após várias batalhas, os fócios foram derrotados, e Onomarco foi capturado  e enforcado por Filipe.
No ano da 107a olimpíada, Fáilo, comandante dos fócios no lugar do seu irmão  Onomarco, morto no ano anterior, dispondo de um grande suprimento de dinheiro, contratou uma grande quantidade de mercenários. Licofrão e Pitolau, tiranos de Feras, que estavam sem aliados após a morte de Onomarco, entregaram Feras para Filipe II da Macedónia e se uniram aos fócios, com seus dois mil mercenários. Filipe terminou com a tirania em Feras, restaurando a liberdade à cidade.
Após a morte de Fáilo, de uma longa doença (que Diodoro Sículo diz ter sido consequência da sua vida ímpia), Licofrão e Pitolau se aliaram aos lacedemônios, em guerra contra Megalópolis.